# Златін Мойсей Маркович
Мойсей Маркович Златін (10 грудня 1882, Катеринослав — 9 жовтня 1952, Нью-Йорк) — російський диригент і академічний піаніст, головний диригент Народної опери в Софії (1922—1924, 1929, 1932—1936).

## Життєпис
Народився в Катеринославі Катеринославської губернії Російської імперії 10 грудня 1882 року.
Закінчив Московську консерваторію як піаніст та диригент. Після закінчення викладав у класі опери у консерваторії. Пізніше працював в опері Зіміна в Москві. Зробив кілька гастролей за кордоном.
У 1920 році прибув до Болгарії, де був призначений головним диригентом Оперного товариства (Оперна дружба) у Софії. Там запроваджує нові музичні інструменти — бас-кларнет та контрафагот. . У 1922 році організував Народну філармонію, працював як її перший диригент.
Після 1924 покинув Болгарію, очолював російські оперні трупи в європейських країнах і Сполучених Штатах.
Був директором Софійської опери у 1929 році та знову у 1932—1936 роках. Поставив уперше в Болгарії понад 20 опер, серед них «Князь Ігор», «Борис Годунов», «Гугеноти». 
З 1936 жив у Америці, диригував у Метрополітен Опера, займався педагогічною діяльністю. Мойсей Маркович Златін помер 1952 року.